# FK Taraz
Taraz Futboł Kłuby (kaz. Тараз Футбол Клубы) – kazachski klub piłkarski z siedzibą w Tarazie, grający w kazachskiej Byrynszy liga.

## Historia
Chronologia nazw:
- 1960: Metallist Dżambuł (kaz. Металлист Жамбыл)
- 1967: Woschod Dżambuł (kaz. Восход Жамбыл)
- 1968: Energetik Dżambuł (kaz. Энергетик Жамбыл)
- 1971: Ałatau Dżambuł (kaz. Алатау Жамбыл)
- 1975: Chimik Dżambuł (kaz. Химик Жамбыл)
- 1992: Fosfor Dżambuł (kaz. Фосфор Жамбыл)
- 07.1993: Taraz Dżambuł (kaz. Тараз Жамбыл)
- 08.01.1997: FK Taraz (kaz. Тараз ФК)

Klub założony został w 1960 roku jako Metallist Dżambuł  i debiutował w Klasie B, strefie 2 Mistrzostw ZSRR. W 1963 w wyniku reorganizacji systemu lig ZSRR spadł do Klasy B, strefy 2. W 1970 w wyniku kolejnej reorganizacji systemu lig ZSRR spadł do Klasy B, strefy kazachskiej. Od 1971 ponownie startował we Wtoroj Lidze, strefie 5, w której występował do 1991. W okrezie ZSRR klub też nazywał się Woschod Dżambuł, Energetik Dżambuł, Ałatau Dżambuł i Chimik Dżambuł.
Po uzyskaniu przez Kazachstan niepodległości w 1992 debiutował w Wysszej Lidze pod nazwą Fosfor Dżambuł. W lipcu 1993 klub zmienił nazwę na FK Taraz. Do 1997 dopóki miasto nie zmieniło nazwę na Taraz, do nazwy dodawana była nazwa miasta Dżambuł. W 2002 i 2008 występował w Birinszi liga.

## Sukcesy
- Klasa B ZSRR, strefa 2: 13. miejsce (1961)
- Puchar ZSRR: 1/16 finału (1991/92)
- Priemjer-Liga: 
  - mistrz (1996)
  - wicemistrz (1995, 1997)
- Puchar Kazachstanu:
  - zdobywca (2004)
  - finalista (1992, 1993)